# Aïn Ben Beida
Aïn Ben Beida (arabisch: عين بن بيضاء) ist eine algerische Gemeinde in der Provinz Guelma mit 8.269 Einwohnern. (Stand: 1998)

## Geographie
Aïn Ben Beida wird umgeben von Dréan im Norden, von Chihani im Nordosten, von Oued Fragha im Süden und von Aïn Berda im Westen.